# Supernova (nhóm nhạc)
Supernova (tiếng Hàn: 슈퍼노바; cách điệu là SUPERNOVA) là một nhóm nhạc nam Hàn Quốc. Được thành lập và ra mắt vào năm 2007 dưới sự quản lý độc quyền của tập đoàn giải trí Mnet Media. Nhóm gồm có 6 thành viên: Yoon Hak (Trưởng nhóm), Sung Je, Kwang Soo, Sung Mo, Ji Hyuk, Geon Il. Nhóm bắt đầu biểu diễn vào ngày 21 tháng 9 năm 2007 và gặt hái được thành công ở nhiều nước châu Á với album đầu tay The Beautiful Stardust.
Từ năm 2007 tới năm 2018, nhóm được biết đến với tên Cho Shin Sung (Korean: 초신성; phiên âm: Chosinseong) và ở Nhật Bản là Choshinsei (超新星, Chōshinsei); bắt đầu từ năm 2018 nhóm được biết đến rộng khắp với cái tên SUPERNOVA.

## Thành viên

### Jung Yoon Hak
- Nghệ danh: Spica Yoonhak | Yoonhak | ユナク (윤학 hay 允鶴)
- Tên: Jung Yoon Hak (정윤학, 鄭允鶴, Trịnh Doãn Hạc)
- Ngày sinh: 12/2/1984
- Chiều cao: 1,81 m
- Vị trí: Nhóm trưởng, Hát đệm

### Kim Sung Je
- Stage Name: Sirius Sungje | Sungje | ソンジェ (성제 hay 成帝)
- Tên: Kim Sung Je (김성제, 金成帝, Kim Thành Đế)
- Ngày sinh: 17/11/1986
- Chiều cao: 1,84 m
- Vị trí: Giọng ca chính, Vũ công nhảy chính, Biên đạo nhảy

### Kim Kwang Soo
- Stage Name: Becrux Kwangsoo | Kwangsoo | グァンス (광수 hay 光秀)
- Tên: Kim Kwang Soo (김광수, 金光秀, Kim Quang Tú)
- Ngày sinh: 22/04/1987
- Chiều cao: 1,82 m
- Vị trí: Rapper chính, Nhảy chính

### Yoon Sung Mo
- Stage Name: Vega Sungmo | Sungmo | ソンモ (성모 hay 晟模)
- Tên: Yoon Sungmo (윤성모, 尹晟模, Doãn Thịnh Mô)
- Ngày sinh: 15/06/1987
- Chiều cao: 1,80 m
- Vị trí: Hát chính

### Song Ji Hyuk
- Nghệ danh: Acrux Jihyuk | Jihyuk | ジヒョク (지혁 hay 智赫)
- Tên khai sinh: Song Hun Yong (송헌용, 宋憲鏞, Tống Hiến Dung)
- Ngày sinh: 13/07/1987
- Chiều cao: 1,85 m
- Vị trí: Hát phụ, Rapper, Hình ảnh của nhóm

### Park Geon Il
- Stage Name: Canopus Geonil | Geonil | ゴニル (건일 hay 健一)
- Tên: Park Geon Il (박건일, 朴健一, Phác Kiến Nhất)
- Ngày sinh: 05/11/1987
- Chiều Cao: 1,87 m
- Vị trí: Rapper chính, Nhảy chính, Em út của nhóm

## Hoạt động
Năm 2006, trước khi trở thành Cho Shin Sung, có một nhóm tên là GM5 gồm Sung Je, Geon Il, Kwang Su, Ji Hyuk và Han Ji Hoo. Tháng 12 năm 2006, thành viên Ji Hoo quyết định rời nhóm để theo đuổi sự nghiệp diễn xuất nên Mnet Media liền thay vào đó là Yun Hak và Jin Chul (Jinon - trưởng nhóm của F.Cuz say này). Họ biểu diễn tại BIG4 concert. Nhưng trước khi họ debut vào cuối thánh 12 năm 2006, Jin Chul rời nhóm và thay vào đó là một trainee cũ của Mnet là Sung Mo.
Năm 2007, Cho Shin Sung debut với bài H.I.T và Album Vol.1 "The beautiful stardust". Sau khi debut, họ đã được đề cử vào giải Super rookie của năm ấy tại lễ trao giải khá lớn của Hàn Quốc đó là MKMF.
Năm 2008, họ trở lại với single đầu tay "Superstar" với một phong cách hoàn toàn khác. Sau đó, họ sang Nhật tổ chức những concert nhỏ mang tên Six Shooting Stars.
Năm 2009, họ dự định trở lại với Album vol.2 nhưng vì một số lý do, kế hoạch đã bị lui lại vô thời hạn mặc dù Vol.2 của họ đã có đầy đủ Track list. Cho Shin Sung đầu quân cho Universal J để chuẩn bị cho kế hoạch debut của họ bên Nhật.Tháng 20/07/2009, họ chính thức Debut ở Nhật với bài hát "Kimi dake wo zutto" (Always for you). Tháng 9, 3 thành viên là Geon Il, Ji Hyuk và Gwang Su đã trở về Hàn thực hiện một project của Mnet với 4 thành viên của nhóm nhạc nữ mới T-ara và digital single Time To Love đó đã nhận được sự yêu mến của các Fan hâm mộ. Trên đà đó, họ đã ra thêm một digital single nữa đó là "T.T.L Listen.2". Song song với hoạt động ở Hàn Quốc, trong thời điểm đó, họ cho ra 3 single trong thứ tư của 3 tuần liên tiếp và tổ chức First Live Tour. Tháng 10 họ cho ra Album Vol.1 tại Nhật "Hana" (Flowers). Kết thúc một năm làm việc, Cho Shin Sung đã tặng fan buổi concert X-Mas tour vào những ngày cuối năm.
Năm 2010, họ khởi đầu một năm làm việc bằng single "Last Kiss" và bài hát nhanh chóng vào được Oricon Chart. Tiếp theo, họ đã ra Album Vol.2 tại Nhật là "Six Stars". Cùng với thành công của Project Time To Love, Cho Shin Sung và T-ara tiếp tục ra thêm single "Time To Love 3" hay còn gọi là "J.P". Tháng 5, Cho Shin Sung đẩy mạnh hoạt động của mình. Cho Shin Sung được vinh dự mời cắt băng khánh thành Kitty Lab để kỉ niệm 20th anniversary của Hello Kitty. Ngày 11/5, họ cho ra mắt bộ phim "Kimi wo LOVE SONG" (LOVE SONG for you). 3 ngày tiếp theo, họ liên tiếp cho ra 3 single và cả ba single đều leo lên bảng xếp hạng Oricon Chart với vị trí 2, 3 và 4. Cùng lúc đó, họ cũng tổ chức một chương trình thú vị cho fan Nhật trên chuyến tàu điện ngầm mang tên CHOSHINSEI để quảng bá hoạt động của mình. Tháng 6 này, phim của họ sẽ được công chiếu tại Hàn Quốc. Tháng 8 năm 2010, single thứ 9 Ai kotoba của họ cũng đã lên top 5 bảng xếp hạng oricon, cùng thời gian đó, họ trở lại sân khấu Hàn Quốc với bài hát "On days that I mised you". Tháng 9 họ trở lại Nhật để tổ chức concert và nó đã thành công rực rỡ với lượng đông khán giả và thậm chí fan phải đấu giá vé tới $1000. Tháng 11, họ ra single thứ 10 SHINING STARS. Tháng 12, concert 1221 tại Yokohama chật kín 12000 fan đến cổ vũ cho họ.
Năm 2011, sau khi chuyển công ty sang Maroo, Cho Shin Sung tất bật với những hoạt động riêng của từng thành viên. Yun Hak đóng "Kim Chi love" một bộ phim của Nhật. Sung Je tham gia vở nhạc kịch "I really really like" you với Boram (T-ara), Sung Mo cũng tham gia nhạc kịch. Gwang Su đóng Real School cùng một số thành viên UKiss và làm MC cho Kpop Zone với Ji Hyuk. Geon Il đóng vai trong phim Sign và King Gungchogo. Mùa hè nhóm cho ra 2 single là Kimi dake wo hanasanai và Meki Love có MV quay tại Thái Lan. Tháng 10 năm 2011, nhóm trưởng Yun Hak lên đường đi nghĩa vụ quân sự.
Năm 2012,.tháng 1 năm 2012, Choshinsung nhận đưuọc giải Hallyu Icon tại GDA (Golden Disk Award). Vào ngày 5 tháng 2 nhóm đã xếp hạng 1 của Oricon DVD khi ra đĩa DVD của live tour "Make It" trước khi Yun Hak nhập ngũ.
Trong năm 2012, Cho Shin Sung đã hoạt động rất tích cực chỉ với 5 thành viên kể từ khi trưởng nhóm YoonHak nhập ngũ. Các thành viên cho biết cũng có ý kiến về việc thêm thành viên mới vào nhóm nhưng Kwang Soo đã nói: Chúng tôi sẽ vẫn cố gắng để khi Yoon Hak hyung quay về, chúng tôi sẽ là một Supernova hoàn thiện hơn hiện nay, chúng tôi vẫn cố gắng để có thể đảm nhiệm được vai trò của anh ấy"
Tháng 4/2012 Cho Shin Sung đã comeback tại Hàn Quốc lần đầu tiên sau khi trưởng nhóm nhập ngũ với single "Stupid Love" và có những thành công nhất định. Sau đó lại tất bật với một live tour tại Nhật Bản. Thời gian sau đó các thành viên đều rất bận rộn với các hoạt động riêng của mình như nhạc kịch, đóng phim, nhạc phim...
Một bằng chứng nữa chứng mình cho mức độ thành công của Cho Shin Sung tại Nhật Bản là tại Mnet Countdown Hello Japan tổ chức tại Nhật Bản, hơn 70% trong số 15.000 người tham dự là fan của Cho Shin Sung, tại K-dream Live Concert tại Tokyo Dome tháng 7/2012 có đến 80% số người tham dự là đến để cổ vũ cho Cho Shin Sung. Trong concert này, thực tế có rất nhiều fan đã không mua được vé vì số lượng có hạn, Cho Shin Sung đã in 400 vé miễn phí để tặng cho fan của mình.
Tháng 8/2012, Cho Shin Sung một lần nữa comeback tại Hàn Quốc với single tiếp theo mang tên "She's Gone". Kim Sung Je tuy bị chấn thương trong khi tập luyện nhưng vẫn biểu diễn trên sân khấu như đã hứa với các fan của Supernova tại Hàn Quốc.
Theo kế hoạch vào tháng 9/2012 nhóm sẽ phát hành album mới tại Nhật Bản mang tên "Go For It" và 21/09/2012 là ngày kỉ niệm 5 năm sau khi ra mắt của nhóm.

## Giải thưởng
| Năm  | Giải thưởng                                                                              |
| ---- | ---------------------------------------------------------------------------------------- |
| 2009 | - Cyworld Digital Music Awards: Ting's Choice Artist award <TTL>                         |
| 2012 | - 1st KOMCA Music Award: Hallyu Music Award - 26th Golden Disk Awards: Hallyu Icon Award |

## Những đĩa đã ra

### Albums Tiếng Hàn
| #   | Thông tin                                                                                       | Các bài hát |
| --- | ----------------------------------------------------------------------------------------------- | --- |
| 1st | - Tên: The Beautiful Stardust - Phát hành: 25/10/2007 - Hãng thu âm: Mnet Media - Thể loại: pop | Danh sách CD 1. Hit (히트) 2. 슬픈 내 사람 3. 너는 어디에 4. Romance 5. Once Again 6. 유리잔 7. 한마디 말을 옷해서 8. Love Hunter 9. Hit (Remix) 10. 너는 어디에 (Remix) 11. Once Again (Remix) DVD 1. [DVD] 뮤직 드라마 2. 메이킹 필름 |

### Mini Album tiếng Hàn
| #   | Thông tin                                                    | Các bài hát |
| --- | ------------------------------------------------------------ | --- |
| 1st | - Tên: Time to Shine - Phát hành: 17/08/2010 - Thể loại: Pop | Danh sách CD 1. Intro 2. 그리운 날에 (ON the day I missed you) 3. 라라라 (Lalala) 4. 그리운 날에 (Acoustic Ver.) 5. 그리운 날에 (Inst.) 6. TTL Listen.2 (feat T-ara) |
| 2nd | - Tên: Stupid Love - Phát hành: 17/04/2012 - Thể loại: Pop   | Danh sách CD 1. Stupid Love 2. Saturday 3. Stop Girl 4. Stupid Love (Inst.) 5. Saturday (Inst.) 6. Stop girl (Inst.)                                                 |
| 3rd | - Tên: She's GONE - Phát hành: 08/08/2012 - Thể loại: Pop    | Danh sách CD 1. 폭풍속으로 (She's GONE) 2. Addicted 3. 라라라 (Lalala) 4. 폭풍속으로 (She's GONE) (Inst.) 5. ADDICTED (Inst.)                                        |

### Single tiếng Hàn
| #   | Thông tin                                                                                          | Các bài hát                                                                                    |
| --- | -------------------------------------------------------------------------------------------------- | ---------------------------------------------------------------------------------------------- |
| 1st | - Tên: 초신성-1st Album [Single] - Phát hành: 20/09/2007 - Hãng thu âm: Mnet Media - Thể loại: Pop | Danh sách 1. HIT - Title Track 2. HIT (Remix) 3. 너는 어디에 4. 너는 어디에 (Remix) 5. Romance |

### Album tiếng Nhật
| #   | Thông tin                                                                                        | Các bài hát |
| --- | ------------------------------------------------------------------------------------------------ | --- |
| 1st | - Tên: Hana - Phát hành: 21/12/2009 - Hãng thu âm: Universal Japan - Thể loại: Pop               | Danh sách CD 1. My Destiny 2. キミだけをずっと (Kimi Dake Wo Zutto) 3. ヒカリ (Hikari) 4. FEEL IT 5. promise 6. saturday LUV 7. 消えない恋 (Kienai Koi) 8. S.E.C.R.E.T 9. p.s. 10. SUPERSTAR～REBORN～  |
| 2nd | - Tên: Six Stars (★★★★★★) - Phát hành: 03/03/2010 - Hãng thu âm: Universal Japan - Thể loại: Pop | Danh sách CD 1. Ashita e no Uta (明日への詩) 2. Last Kiss 3. Randa 4. Imasugu Kimi ni Todoketai (今すぐキミに届けたい) 5. Mō Ienai Love Song (もう言えないLOVE SONG) 6. Miss You, Girl 7. Ai Uta (愛唄) |
| 3rd | - Tên: Hop Step Jumping! - Phát hành: 22/09/2010 - Hãng thu âm: Universal Japan - Thể loại: Pop  | Danh sách CD 1. Theme of Choshinsei 2. Evidence of Luv 3. RANDA 4. All Bout U 5. Magokoro 6. Oh! my girl! 7. Everyday 8. ALL ABOUT U 9. Million Dollar Baby 10. J.P.～REBORN～ 11. GET WILD             |
| 4th | - Tên: 4U - Phát hành: 09/2011 - Hãng thu âm: Universal Japan - Thể loại: Pop                    | Danh sách CD 1. Here We Go 2. Kimi dake wa hanasanai 3. Kimi ni Aitakute 4. Kimiga Kienakute 5. By ur side 6. Shining Star 7. U are the one 8. Love Letter 9. Fly to the top 10. Meki Love 11. For You  |

### Single Tiếng Nhật
| #    | Thông tin | Các bài hát |
| ---- | --- | --- |
| 1st  | - Tên: キミだけをずっと - Phát hành: 09/09/2009 - Hãng thu âm: Universal Japan - Thể loại: Pop                | 1. キミだけをずっと (Kimi Dake Wo Zutto) 2. My Destiny |
| 2nd  | - Tên: ヒカリ - Phát hành: 16/09/2009 - Hãng thu âm: Universal Japan - Thể loại: Pop                          | 1. ヒカリ (Hikari) 2. S.E.C.R.E.T |
| 3rd  | - Tên: Super Star - Reborn - - Phát hành: 23/09/2009 - Hãng thu âm: Universal Japan - Thể loại: Pop           | 1. SUPERSTAR～REBORN～ 2. 消えない恋 (Kienai Koi) |
| 4th  | - Tên: Last Kiss - Phát hành: 20/01/2010 - Hãng thu âm: Universal Japan - Thể loại: Pop                       | 1. Last Kiss 2. 愛唄 (Love Song) (feat.EЯY) |
| 5th  | - Tên: まごころ - Phát hành: 12/05/2010 - Hãng thu âm: Universal Japan - Thể loại: Pop                        | 1. まごころ (Magokoro) 2. 逢いたいと言えたら… |
| 6th  | - Tên: ALL ABOUT U - Phát hành: 13/05/2010 - Hãng thu âm: Universal Japan - Thể loại: Pop                     | 1. ALL ABOUT U 2. キミのBirthday (Kimi no Birthday) |
| 7th  | - Tên: J.P. ~REBORN~ - Phát hành: 14/05/2010 - Hãng thu âm: Universal Japan - Thể loại: Pop                   | 1. J.P. ~REBORN~ 2. Rock Up |
| 8th  | Danh sách | 1. Evidence of Luv 2. Get Wild |
| 9th  | - Tên: 愛言葉 - Phát hành: 18/08/2010 - Hãng thu âm: Universal Japan - Thể loại: Pop                          | 1. 愛言葉 (Ai Kotoba) 2. CRAZY CRAZY |
| 10th | - Tên: Shining☆Star - Phát hành: 08/12/2010 - Hãng thu âm: Universal Japan - Thể loại: Pop                    | 1. Intro 2. Shining☆Star 3. Love Letter 4. Shining☆Star（Instrumental） |
| 11th | - Tên: クリウンナレ -キミに会いたくて- - Phát hành: 15/06/2011 - Hãng thu âm: Universal Japan - Thể loại: Pop | 1. クリウンナレ -キミに会いたくて-（「クリウンナレ」日本語ヴァージョン） (Kuriunnare -Kimi ni Aitakute-) 2. Fly To The Top（日本オリジナル新曲） 3. クリウンナレ -キミに会いたくて- （Instrumental） 4. Fly To The Top（Instrumental） |
| 12th | - Tên: 君だけは離さない - Phát hành: 10/08/2011 - Hãng thu âm: Universal Japan - Thể loại: Pop                | 1. 君だけは離さない (Kimidake wa hanasanai) 2. By Your Side 3. 君だけは離さない (Instrumental) 4. By Your Side (Instrumental) |
| 13th | - Tên: メキ☆ラブ - Phát hành: 10/08/2011 - Hãng thu âm: Universal Japan - Thể loại: Pop                       | 1. メキ☆ラブ (Meki☆Love) 2. U are the ONE 3. メキ☆ラブ (Instrumental) 4. U are the ONE (Instrumental)\|- |
| 14th | - Tên: Stupid Love - Phát hành: năm 2012 - Hãng thu âm: Universal Japan - Thể loại: Pop                       | 1. Stupid Love 2. Come back to me 3. Stupid love (Instrumental) 4. Come back to me (Instrumental) |

### Loại khác
| #   | Thông tin | Các bài hát |
| --- | --- | --- |
| 1st | - Tên: 연가 2008 OST - Phát hành: 03/04/2008 - Ngôn ngữ: tiếng Hàn - Thể loại: Dance - Thông tin: Album đặc biệt, hợp tác cùng SG Wannabe & FT Island                                                 | 1. Superstar |
| 2nd | - Tên: T.T.L (Time To Love) - Phát hành: 14/09/2009 - Ngôn ngữ: tiếng Hàn - Định dạng: đĩa đơn điện tử - Thể loại: Pop/Dance - Hợp tác cùng: T-ara (SoYeon, HyoMin, EunJung, Jiyeon)                  | 1. T.T.L (Time To Love) |
| 3rd | - Tên: T.T.L Listen 2 - Phát hành: 09/10/2009 - Ngôn ngữ: tiếng Hàn - Định dạng: đĩa đơn điện tử - Thể loại: Pop/Dance - Hợp tác cùng: T-ara                                                          | 1. T.T.L Listen 2 |
| 4th | - Tên: Jungle Fish Season 2 OST - Phát hành: 08/09/2010 - Ngôn ngữ: tiếng Hàn - Định dạng: đĩa đơn, ca khúc mở đầu - Thể loại: pop                                                                    | 1. 누가 뭐래도 (No Matter What Other Say)                                                                                      |
| 5th | - Tên: 메리 러브 (Merry Love)-Sungje & KARA Jiyoung - Phát hành: 16/12/2010 - Ngôn ngữ: tiếng Hàn - Định dạng: đĩa đơn điện tử phiên bản mùa Giáng Sinh - Thể loại: Pop                               | 1. 메리 러브 (Merry Love) 2. 메리 러브 (Merry Love) - (Instrumental)                                                           |
| 6th | - Tên: 싸인 (SIGN) OST - Phát hành: ngày 5 tháng 1 năm 2011 - Ngôn ngữ: tiếng Hàn - Định dạng: đĩa đơn, ca khúc mở đầu - Thể loại: Pop                                                                | 1. 이별하는 날 (The Day of Separation)                                                                                         |
| 7th | - Tên: 총각네 야채가게 Part.1 (Bachelor's Vegetable Store) OST - Phát hành: ngày 29 tháng 12 năm 2011 - Ngôn ngữ: tiếng Hàn - Định dạng: đĩa đơn điện tử - Thể loại: Pop - Các ca sĩ: Sungje & Jihyuk | 1. Be My Girl |
| 8th | - Tên: Again (Yun Hak solo) - Phát hành: năm 2011 - Ngôn ngữ: tiếng Nhật - Định dạng: đĩa đơn điện tử - Thể loại: Pop/Dance - Ca sĩ: Yoon Hak                                                         | 1. Again 2. このまま君を見つめていたい(Kono mama kimi wo mitsumeteitai) 3. Again (Inst.) 4. このまま君を見つめていたい (Inst.) |